# Prolepsis rosariana
Prolepsis rosariana là một loài ruồi trong họ Asilidae. Prolepsis rosariana được Carrera miêu tả năm 1959. Loài này phân bố ở vùng Tân nhiệt đới.